# Палец Мортона
Палец Мортона — особенность строения стопы, при котором второй палец длиннее первого (сокращённая первая плюсневая кость стопы по отношению ко второй плюсневой кости).

## Анатомия
У большинства людей строение костей пальцев ног таково, что они расположены по убывающей относительно большого пальца. Однако есть люди, у которых второй палец длиннее первого (большого). Такой палец получил название «палец Мортона» по имени американского хирурга-ортопеда Дадли Джо Мортона (1884—1960), который первым описал это явление. 
В специализированной литературе явление обычно описывается как расстройство, однако это достаточно распространённое строение, оно встречается примерно у 10 % людей и чаще всего не вызывает никаких неудобств. Тем не менее такое строение стопы может провоцировать появление мозолей и дискомфорт у основания второго пальца ноги, связанные с особенностями распределения массы тела при ходьбе. Также ношение обуви, крой которой не предусматривает такую особенность стопы, может вызвать искривление ногтя.
Данное понятие иногда путают с невромой Мортона, термином, введенным другим врачом-однофамильцем — Томасом Джорджем Мортоном (1835—1903) и касающимся болевого синдрома, вызванного невромой между третьим и четвертым пальцами стопы.

## В культуре
Древние греки и римляне считали именно такой вариант ноги правильным, что отражали в своих скульптурах. Поэтому стопу с пальцем Мортона ещё называют греческой стопой, в противоположность египетской, каждый палец которой короче предыдущего.
У многих персонажей итальянцев Боттичелли (1445—1510) и Микеланджело (1475—1564) второй палец стопы длиннее первого. Видимая стопа американской Статуи Свободы (1886) тоже имеет палец Мортона.